# Sinagoga Temple Sinai di New Orleans
La sinagoga Temple Sinai di New Orleans, costruita nel 1927-1928, è una sinagoga monumentale situata a New Orleans, in Louisiana.

## Storia e descrizione
La congregazione ebraica riformata Temple Sinai si era costituita a New Orleans nel 1870 e dal 1872 si riuniva nella sinagoga vecchia Temple Sinai di New Orleans, un edificio monumentale con alte torri (oggi scomparso)
Nel 1922, in occasione delle celebrazioni del 50º anniversario della vecchia sinagoga, si cominciò a parlare della costruzione di un nuovo, più ampio edificio. Nel 1926 si acquistò il terreno su Charles Street all'angolo con Calhoun Street. Nel 1928 la nuova sinagoga fu inaugurata.
L'edificio è caratterizzato da una cupola centrale schiacciata che disegna una sala rotonda sulla quale si aprono grandi vetrate colorate.
Oggi, la sinagoga è tuttora attiva al servizio della congregazione Temple Sinai di New Orleans.